# Jax Dane
Jackson Dane Laymon, meglio conosciuto con il ring name Jax Dane (Bakewell, 10 aprile 1981 – Bakewell, 25 dicembre 2024), è stato un wrestler statunitense, principalmente conosciuto per il periodo trascorso nella National Wrestling Alliance, federazione nella quale conquistò l'NWA World Heavyweight Championship, l'NWA National Heavyweight, l'NWA North American Heavyweight e l'NWA World Tag Team Championship. In carriera lottò anche per New Japan Pro-Wrestling, Impact Wrestling e Ring of Honor.

## Carriera

### National Wrestling Alliance

#### Conquista del titolo (2015)
Il 6 febbraio 2015 Dane sconfisse Lou Marconi conquistando l'NWA National Heavyweight Championship. Il 12 aprile sconfisse Tim Storm e vinse l'NWA North American Heavyweight Championship unificando così i due titoli. Il 17 aprile Dane prese parte alla Smoky Mountain Cup nella federazione NWA Smoky Mountain Wrestling, dove sconfisse Gavin Daring nel primo round, per poi battere Shawn Shultz, Vince Brent, Chase Owens, Jason Kincaid e Jeff Connelly in un six-way elimination match e vincere la coppa. Il 28 maggio 2015, Dane rese vacanti le cinture National Heavyweight e North American Heavyweight a causa di un infortunio. Il 29 agosto 2015, sconfisse Hiroyoshi Tenzan aggiudicandosi il titolo NWA World Heavyweight Championship, ponendo fine al regno da campione di Tenzan durato quasi sette mesi. Dane detenne la cintura per circa quattordici mesi prima di perderla contro Tim Storm il 21 ottobre 2016.

### National Wrestling Alliance (2020)
Il 25 febbraio 2020 durante una puntata di NWA Powerrr, Dane apparve insieme a Danny Deals per sfidare Tim Storm.

## Titoli e riconoscimenti
- America's Most Liked Wrestling
  - Big Man Bash Tournament (2017)
  - Scott Eiland Memorial Rumble (2019)
- National Wrestling Alliance
  - NWA World Heavyweight Championship (1)
  - NWA North American Heavyweight Championship (1)[5]
  - NWA National Heavyweight Championship (1)[6]
  - NWA World Tag Team Championship (1) – con Rob Conway
- NWA Branded Outlaw Wrestling
  - NWA BOW Heavyweight Championship (1 time)[7][8]
- NWA Houston
  - NWA Texas Heavyweight Championship (1)[9]
  - NWA Lone Star Heavyweight Championship (1)[10]
  - NWA Lone Star Tag Team Championship (1) – con Raymond Rowe[11]
- NWA Smoky Mountain Wrestling
  - Smoky Mountain Cup (2015)[12]
- Ohio Valley Wrestling
  - OVW Southern Tag Team Championship (2) – con Crimson
- Pro Wrestling Illustrated
  - 78º nella lista dei migliori 500 wrestler singoli nei PWI 500 del 2016[13]
- River City Wrestling
  - RCW Tag Team Championship (1) – con Ryan Sorenson[14]